# کرپال سینگ
کرپال سینگ پسر رام سینگ دئو (انگلیسی: Karpal Singh؛ ۲۸ ژوئن ۱۹۴۰ – ۱۷ آوریل ۲۰۱۴) سیاستمدار و حقوق دان هندی مالزیایی بود. او از سال ۲۰۰۴ الی ۲۰۱۴،عضو مجلس نمایندگان (ام پی) به نمایندگی از حوزهٔ انتخاباتی گلوگور در ایالت پنانگ بود. در آن زمان، او هم چنین رئیس ملی حزب حرکت دموکرات مالزی (دی ای پی) بود.